# Николаевка (Красноярский район)
Николаевка — деревня в Красноярском районе Самарской области в составе сельского поселения Новый Буян. 

## География
Находится на расстоянии примерно 22 километра по прямой на северо-запад от районного центра села Красный Яр.

## Население
Постоянное население составляло 14 человек (русские 93%) в 2002 году, 8 в 2010 году.